# Edith Searle Grossmann
Edith Searle Grossmann (* 8. September 1863 in Beechworth, Victoria, Australien; † 27. Februar 1931 im Stadtteil St Heliers Bay von Auckland, Neuseeland) war eine neuseeländische Lehrerin, Romanautorin, Biografin, Journalistin und Feministin.

## Frühes Leben
Edith Howitt Searle wurde am 8. September 1863 als viertes Kind und dritte Tochter der Eheleute Mary Ann Beeby und George Smales Searle, eines Zeitungsredakteurs, in Beechworth, im Bundesstaat Victoria, Australien, geboren. Die Familie zog zunächst nach Melbourne, bevor sie nach Neuseeland auswanderte. Über ihre Kindheit und Jugendzeit in Australien ist nichts bekannt.

## Neuseeland
1878 reiste die Familie nach Neuseeland und siedelte zunächst in Invercargill, wo Edith die Invercargill Grammar School besuchte. Ein Jahr später ging sie zur Christchurch Girls’ High School und mit Unterstützung der Schulleiterin Helen Connon konnte sie ein weiteres Jahr später das Canterbury College in Christchurch besuchen. 1882 erhielt sie ein Senior-Stipendium und schloss ihr Studium 1884 mit einem Bachelor of Arts ab. Ein Jahr später erwarb sie den Master of Arts mit einer First-Class-Auszeichnung in Latein und Englisch und einer Third-Class-Auszeichnung in Politikwissenschaft. Sie gewann eine Anzahl von Preisen, wurde Mitglied in der Debating Society (Debattierclub), in der sie über die Hochschulbildung von Frauen und das Gesetz über das Eigentum von verheirateten Frauen von 1884 debattierte. Während ihrer Studienzeit entwickelte sich Edith zu einer Feministin.
Nach dem Abschluss ihres Studiums im Jahr 1883 unterrichtete Edith zunächst an der Wellington Girls’ High School und heiratete am 23. Dezember des Jahres Joseph Penfound Grossmann, der ihr Kommilitone am Canterbury College gewesen war. Sie lebten danach in Christchurch, wo auch am 5. Dezember 1894 ihr einziges Kind mit einer geistigen Behinderung geboren wurde. 1890 veröffentlichte sie mit Angela : A Messenger ihren ersten Roman. 1892 wurden Edith und ihr Mann, der ihre feministische Positionen unterstützte, Gründungsmitglieder des Canterbury Women’s Institute, in dem sie dann die Koordinierung der literarische Abteilung übernahm.
1893 veröffentlichte sie mit In Revolt ihren zweiten Roman, der in Australien spielte und in dem sie über ihre Romanfigur Hermione Howard ihre feministischen Ansichten darlegte. Trotz einer positive Besprechung ihres Werkes in der britischen und neuseeländischen Presse fand der Roman nur eine kleine Leserschaft. Ihre Ehe mit ihrem Mann machte sie zunehmend unglücklicher und so verließ sie ihn 1897 und zog nach Wellington, wo sie an der Universität unterrichtete. Ihr Mann hingegen wurde 1898 zwei Mal wegen Betrugs zu einer zweijährigen Gefängnisstrafe verurteilt.
Edith zog 1898 mit ihrem Sohn nach Auckland, wo sie zunächst als Freie Mitarbeiterin journalistisch für neuseeländische und britische Magazine und Zeitungen arbeitete. Nachdem sie im Juni 1902 als Sonderberichterstatterin zu den Krönungsfeierlichkeiten von König Edward VII. zu den Pazifikinseln geschickt worden war, reiste sie anschließend nach England und ließ sich in London nieder. Dort arbeitete sie weiter als Freie Mitarbeiterin, aber dieses Mal für neuseeländische Zeitungen und Magazinen. Sie wurde Gründungsmitglied des New Zealand Circle im London Lyceum Club, und nachdem mit dem The Austral ein weiterer kolonialer Frauenclub gegründet worden war, nutzte sie diesen als ihren Ort des Schreibens. Auch kam sie dort in Kontakt mit weiteren im Ausland lebenden Autoren.
Als die Schulleiterin und Ediths Protegé aus ihrer Schulzeit an der Christchurch Girls’ High School, Helen Connon, 1903 verstarb, arbeitete sie an einer Biographie ihr zu Ehren. 1905 wurde das Werk unter dem Titel Life of Helen Macmillan Brown in Christchurch veröffentlicht. Mit A Knight of the Holy Ghost (1908) und The Heart of the Bush (1910) folgten noch zwei weitere Romane, die sie jeweils in London veröffentlicht ließ.
1912 ging Edith mit ihrem Sohn zurück nach Neuseeland, wo ihr Sohn zwei Jahre später auf eine Farm in Christchurch gebracht wurde. Sie selbst blieb in Auckland, fand sich wohl in ihrem Leben nicht mehr zurecht und verbrachte vermutlich einige Zeit in der psychiatrischen Abteilung des Avondale Hospital in Auckland. Ihre letzten Lebensjahre verbrachte sie in ihrem Haus in St Heliers Bay und verstarb dort am 27. Februar 1931.

## Werke
- 1890 – Edith Howitt Searle: Angela : A Messenger. Simpson and Williams, Christchurch 1890 (englisch, unter ihrem Mädchennamen veröffentlicht).
- 1893 – Edith Searle Grossmann: In Revolt. Remington & Co, London 1893 (englisch).
- 1905 – Edith Searle Grossmann: Life of Helen Macmillan Brown. the first woman to graduate with honours in a British university / by Edith Searle Grossmann. Whitcombe and Tombs, Christchurch 1905 (englisch).
- 1907 – Edith Searle Grossmann: A Knight of the Holy Ghost. Watts & Co, London 1907 (englisch).
- 1908 – Edith Searle Grossmann: Hermione - A Knight of the Holy Ghost. Watts & Co, London 1908 (englisch).
- 1910 – Edith Searle Grossmann: The Heart of the Bush. Sands & Co, London 1910 (englisch).